# Liza Brönner
Liza Bronner (en afrikaans Liza Brönner) est une chanteuse et auteure-compositrice d'expression afrikaans. 

## Biographie
Son premier album, Onderstebo est sorti le 21 septembre 2009 chez EMI. Cet album a été reconditionné le 29 mars 2010 avec quatre nouvelles chansons dont Asemloos et également édité par EMI. Son troisième album, Vir eers est dit net ek... est sorti le 1er septembre 2011 chez HIT Records. En mai 2013, Liza a remporté l'émission de téléréalité Liefling.
Elle est mariée à Ricus Nel le 26 janvier 2013.

## Discographie
- Onderstebo, 2009[3]
- Asemloos, 2010[4]
- Vir eers est dit net ek, 2011[5]
- Jy het mon gevind, 2013[6]
- Nouveau Single "Sit jou hand op jou mond", 2014

## Liste de clips vidéo
- Jy het mon gevind
- L'Asem jou dans
- Waar jou soene hoort
- Hier par mon
- Poids - de Substitution[7] (en Duo avec Cindy Alter)[8]
- Alles dans 'n hartklop
- Sonder jou avec Louis Fivas[9]